# Urs Egli
Urs Egli (* 6. Juli 1941 in Niederbipp; † 1. Juli 2018 in Kreuzlingen) war ein Schweizer Sprachwissenschaftler und Professor für Allgemeine Sprachwissenschaft.

## Leben
Urs Egli studierte von 1960 bis 1967 allgemeine und vergleichende Sprachwissenschaft und Klassische Philologie an den Universitäten Bern, Freiburg und Köln. Seine persönlichen Studienschwerpunkte bildeten die Indogermanistik sowie später die Allgemeine Sprachwissenschaft mit dem Schwerpunkt Transformationsgrammatik. Nach Beendigung der Dissertation verlagerte er seinen Interessenschwerpunkt von der Syntax auf die Semantik (insbesondere die Wortsemantik). 1967 machte er das Berner Diplom für das Gymnasiallehramt (Griechisch und Latein). Im selben Jahr folgte sein Doktorexamen in den Fächern Griechisch, Sprachwissenschaft und Latein mit einer Arbeit Zur stoischen Dialektik, betreut von Willy Theiler, und seine Promotion zum Dr. phil. Im Jahr 1974 habilitierte er sich an der Universität Bern. 
Egli wurde 1976 Akademischer Rat an der Universität Konstanz, von 1978 bis 2006 wirkte er dort als Professor für Allgemeine Sprachwissenschaft. Seit Juli 2006 war der in Kreuzlingen in der Schweiz lebende Linguist emeritiert.

## Arbeitsschwerpunkte
- Fragen der Semantik, v. a. die modelltheoretische Semantik, die Wortsemantik und die mit der Semantik verbundene Syntax
- Tätigkeit im Bereich der Kognitiven Wissenschaft und Computerlinguistik
- Stoische Sprachtheorie und die Untersuchung der Beziehung von Logik, Sprachwissenschaft und der Semantik der Anaphora

## Forschungsprojekte
- 1975–1985: Leitung zweier Forschungsprojekte innerhalb des durch die Deutsche Forschungsgemeinschaft geförderten Sonderforschungsbereichs 99 „Formale Linguistik“
- 1989–1996: Projektleitung zum Phänomen der (In)definitheit innerhalb der Forschergruppe „Theorie des Lexikons“
- 1997–2002: Betreuung und Leitung des Projektes A1 „diachronische Semantik“ des Sonderforschungbereichs 471 „Variation und Wandel im Lexikon“

## Publikationen (Auswahl)
- Zur Stoischen Dialektik. Philosophische Dissertation Bern 1967.
- Ansätze zur Integration der Semantik in die Grammatik. Scriptor, Kronberg im Taunus 1974, ISBN 3-589-00087-2; zugleich Habilitationsschrift 1974.
- Probleme der Semantik. Universitätsverlag, Konstanz 1980, ISBN 3-87940-169-1.
- Sprache und Geschichtsbewusstsein. In: Enno Rudolph, Eckehart Stöve (Hrsg.): Geschichtsbewusstsein und Rationalität. Klett-Cotta, Stuttgart 1982, S. 293–312.
- Sprachwissenschaft in hellenistischer Zeit. In: Brigitte Asbach-Schnitker, Johannes Roggenhofer (Hrsg.): Neuere Forschungen zur Wortbildung und Historiographie der Linguistik. Narr, Tübingen 1987.
- Anaphora. Geschichte und Systematik. In: Arnim von Stechow, Marie-Therese Schepping (Hrsg.): Fortschritte in der Semantik. VCH (Acta Humaniora), Weinheim 1988, S. 53–77.
- Präsupposition (Stoa und Mittelalter). In: Historisches Wörterbuch der Philosophie, Band 6. Schwabe, Basel 1989.
- mit Klaus von Heusinger: The Epsilon Operator and E-Type Pronouns. In: Urs Egli et al. (Hrsg.): Lexical Knowledge in the Organization of Language. Benjamins, Amsterdam 1995, S. 121–141.
- Definition, Binding and Selection Functions. In: Fritz Hamm, Arnim von Stechow (Hrsg.): Proceeding of the Conference "Recent Developments in the Theory of Natural Language, Blaubeuren, 10.–15. October 1994.
- Anaphora from Athens to Amsterdam. In: Klaus von Heusinger, Urs Egli (Hrsg.): Reference and Anaphoric Relations. Kluwer, Amsterdam 2000, S. 17–29.
- Ferdinand de Saussure. Ein Klassiker wider Willen. In: Aleida Assmann, Michael C. Frank (Hrsg.): Vergessene Texte. Universitätsverlag Konstanz, Konstanz 2004.
- mit Renata Egli-Gerber: Zurück zum Logos. Der Logos als grundlegendes Prinzip von der antiken Philosophie bis zur heutigen Vernunftdiskussion. Kovac, Hamburg 2012, ISBN 978-3-8300-6468-8.